# Municipio de Tlalnepantla (Morelos)
El municipio de Tlalnepantla es un municipio perteneciente al estado de Morelos en México. Este municipio es el de menor población del estado.
Su nombre proviene del náhuatl Tlal-li "tierra", nepantla "en medio" y se traduce como "En medio de la tierra".

## Ubicación
Tlalnepantla se ubica en la región norte del estado de Morelos, en las coordenadas geográficas 19° 00′ de latitud norte y 98° 59′ de longitud oeste, a una altitud de 2,060 m s. n. m.. Colinda al norte con la Ciudad de México y el estado de México, al este con el municipio de Totolapan, al oeste con Tepoztlán y al sur con Tlayacapan.[cita requerida]
Es la segunda principal puerta de acceso de la Ciudad de México y el estado de México hacia Morelos.

## Fauna y flora
Su fauna es rica en especies silvestres, entre las que se encuentran: venado cola blanca, zorrillo, ratón de los volcanes, mapache, tejón, víbora de cascabel, coyote, gato montés, tlacuache, conejo, alacrán, camaleón, pájaro carpintero, jilguero, gallina de monte coluda.
La flora de los bosques del municipio está compuesta principalmente por bosques de pino, encino, oyamel, ocote, fresno, palo de zorra, huejocote, ocotillo, así como vastas extensiones de pastizales. Existen gran variedad de plantas medicinales como el poleo, toronjil, árnica, tochete, tabaquillo, gordolobo, valeriana y manzanilla.

## Economía
La principal actividad económica de esta población es la agricultura, de la cual un 89 % es el cultivo de la variedad de nopal conocida como Nopal Verdura, la cual genera empleo a nivel regional empleando campesinos de poblados vecinos como Tlayacapan, e inclusive de otros estados como Guerrero. Su producción de nopal de gran calidad le ha dado el mejor lugar a nivel nacional como productor por la calidad y cantidad de nopal verdura que produce, siendo actualmente el abastecedor principal de la Central de Abasto de la Ciudad de México y Milpa Alta, la zona centro del país (Toluca, Querétaro) e inclusive abasteciendo la zona norte como Monterrey, Tijuana y en EUA los mercados de Los Ángeles, San Diego, Texas y Arizona entre otros. Se cultiva además en menor escala aguacate (acrecentándose de manera importante), durazno, pera, míspero o níspero, membrillo, nogal, maguey pulquero, chirimoya. En lo referente al ámbito de la explotación forestal, sus bosques generan una cantidad importante de madera explotada de manera controlada mediante el comisariado de bienes comunales. Existen algunos campos de cultivo de árboles de Navidad.

## Historia
Antes de la fundación del pueblo de Tlalnepantla, existieron asentamientos de tribus Nahuatlacas y Tlahuicas. En Teocaltitla, a 7 kilómetros de distancia de la cabecera municipal, existen ruinas de un templo prehispánico y en el pueblo Santiago, a 2 km de distancia, se encuentran restos de paredones. Las ruinas del pueblo de San Bartolomé, conocido antiguamente como “Cohamilpa”, pueblo fundado por los Tlahuicas, se ubican como a cuatro kilómetros por el lado poniente. Así mismo, subsisten las ruinas del barrio de San Nicolás Tolentino, conocido antiguamente como “Teopancasholtitla” que fue fundado en el año de 1600 por los nahuatlacas. También existen las ruinas del pueblo de San Felipe que fue fundado por el año de 1600 por los nahuatlacas.
En el siglo XVI, los frailes agustinos unieron los cinco pueblos y en el nuevo centro construyeron el convento agustino de la Purificación de Tlalnepantla que año con año su gente le realiza su feria principal.

## Demografía

### Localidades
En el censo de 2020 el municipio de Tlalnepantla contaba con 13 localidades.
| Código INEGI    | Localidad                    | Población (2020) |
| --------------- | ---------------------------- | ---------------- |
| 170230001       | Tlalnepantla                 | 4 383            |
| 170230002       | Felipe Neri                  | 1 640            |
| 170230003       | El Vigía                     | 1 018            |
| 170230007       | El Pedregal                  | 648              |
| 170230016       | Campo Tepehuaxtitla          | 114              |
| 170230008       | Calmil                       | 51               |
| 170230013       | Campo Chicahuaxco            | 20               |
| 170230009       | Los Robles                   | 19               |
| 170230017       | Bosques de Morelos           | 14               |
| 170230019       | Hacienda Villa Campestre     | 11               |
| 170230014       | Campo Cuauyeca               | 10               |
| 170230015       | Campo los Jagüeyes           | 10               |
| 170230012       | Hacienda Monte de los Olivos | 5                |
| Total municipal | Total municipal              | 7 943            |

### Educación
Tlalnepantla en educación cuenta con Jardín de Niños (Sitio de Cuautla), primarias ("Sangre de Héroes" y "Otilio Montaño"), secundaria ("Esc.Sec. Fed. Quetzalcoatl"), telesecundarias y un CBTA (Centro de Bachillerato Tecnológico Agropecuario n.º 71) que dan atención a la juventud del municipio y alumnos de diferentes municipios.

## Fiestas y tradiciones
Este municipio es muy amplio en tradiciones, el día de Pentecostes en mayo o junio según el calendario se celebra la feria del pueblo en honor a la Preciosa Sangre de Cristo, en febrero o marzo el Carnaval del pueblo (chinelos y bailes públicos), el 15 de septiembre la renovación del Santo Patrono y el Día de la independencia con el tradicional desfile, el 20 de noviembre de igual manera con desfiles y juegos deportivos, en diciembre las tradicionales posadas y Nochebuena, en enero el Año Nuevo y día de Reyes, día de muertos además de las fiestas religiosas de cada barrio, colonia y comunidades (pueblos).